# دارکوب کوتوله کلاه‌قهوه‌ای
دارکوب کوتوله کلاه‌قهوه‌ای (نام علمی: Yungipicus nanus) نام یک گونه از سرده دارکوب‌های کج‌گردن است.